# Toby Hrycek-Robinson
Toby Hrycek-Robinson (Ook: Toby Robinson, Tony en/of Robbins) is een Zuid-Afrikaanse muzikant, muziekproducent, componist en geluidstechnicus. Sinds 1990 is hij de eigenaar van de Moat Studio in Londen. Samen met Robin Page was hij actief in de beginjaren van de Krautrock; samen richtten ze het platenlabel Pyramid Records op. Robinson werkt onder de pseudoniemen F.B. Nosnibor, Genius P. Orridge en The Mad Twiddler.
- Library of Congress Control Number: no2024128682
- MusicBrainz: 9e611c4d-af6c-4454-ab9f-e449308a9eab
- Virtual International Authority File: 286149294108280520885